# Cippi di Rubiera
I cippi di Rubiera sono due cippi etruschi istoriati e iscritti di età orientalizzante scoperti nel greto del fiume Secchia, in località Ca' del Pino nel territorio di Rubiera nel 1983.
Rientrano tra le manifestazioni più rilevanti del periodo orientalizzante dell'Etruria padana nel territorio reggiano, durante il quale la presenza etrusca dialogava con le altre culture in un quadro etnico eterogeneo. I cippi di Rubiera sono attualmente esposti presso Palazzo dei Musei a Reggio Emilia.

## Descrizione
I due cippi sono molto simili per forma (cilindrica e arrotondata sulla parte superiore) e dimensione, ma presentano decorazioni e iscrizioni diverse e sono databili a due momenti leggermente differenti.
Il più antico (fine VII a.C.) presenta una decorazione costituita da grifoni e un felino alato delimitata da decorazioni con motivi vegetali. L'iscrizione ricorda il titolare del monumento, Avile Kamthura. Il secondo, più recente (fine VII - inizi VI sec. a.C.) è decorato con leoni alati e una sfinge e ricorda il nome di una donna, Kuvei Hulesnai. Entrambi sono segnacoli funerari, destinati a segnalare fuori terra la presenza della tomba degli individui ricordati dall'iscrizione. Poiché i cippi sono stati rinvenuti rovesciati nel fiume e lontani dal contesto nel quale furono posti, probabilmente strappati dalla forza della corrente, non è stato possibile trovare le sepolture. 

## Le iscrizioni
Cippo n. 1 

mi aviles : kamthura : ima : ame : [n]eiu : x

[n]xa : al[n]

Cippo n. 2 

kuvei huleisnai mi iive [---]enke zilath misalalati amake

## Interpretazione
Sia le iscrizioni che la tipologia dei monumenti sono oggetto di accesi dibattiti nella comunità scientifica. Diverse sono le ipotesi della loro funzione, dell'influenza culturale che manifesta la loro tipologia formale e artistica e il significato da attribuire ad alcune parole. 